# Menodoro (nome)
Menodoro  è un nome proprio di persona italiano maschile.

## Varianti
- Femminili: Menodora[1]

### Varianti in altre lingue
- Catalano: Menodor[2]
- Greco antico: Μηνόδωρος (Menodoros)[3]
  - Femminili: Μηνοδώρα (Menodora)[4][3]
- Greco moderno
  - Femminili: Μηνοδώρα (Mīnodōra)
- Latino: Menodorus
  - Femminili: Menodora
- Polacco
  - Femminili: Menodorą
- Rumeno
  - Femminili: Minodora[4]
- Russo
  - Femminili: Минодора (Minodora)
- Spagnolo: Menodoro[2]
- Ungherese
  - Femminili: Menodóra

## Origine e diffusione
Deriva dal nome greco antico Μηνόδωρος (Menodoros), dall'etimologia incerta; è composto da due elementi, di cui il secondo è certamente δῶρον (doron, "dono"); il primo potrebbe essere μένος (ménos, "intelligenza" e anche "forza", presente anche in Eumene, Menelao e Mentore), oppure μήνη (mene, "luna", da cui anche Meneo); nel secondo caso, il significato complessivo può essere interpretato come "dono della luna" o "dono alla luna".
Il nome è ricordato principalmente grazie a una santa martire, il cui culto in Italia è comunque assai scarso.

## Onomastico
L'onomastico si festeggia il 10 settembre in ricordo di santa Menodora, vergine e martire in Bitinia insieme alle sorelle Metrodora e Ninfodora.

## Persone
- Menodoro, ammiraglio greco antico